# Abd-al-Màlik ibn Zaydan
Abu-Marwan Abd-al-Màlik (II) ibn Zaydan o, més senzillament, Abd-al-Màlik (II) fou sultà sadita del Marroc a Marràqueix del 1627 al 1631.
Mort Zaydan ibn Ahmad el setembre del 1627, el seu fill gran Abd al-Malik el va succeir però immediatament es van revoltar els seus dos germans al-Walid ibn Zaydan i Muhammed al-Shaykh al-Saghir, i un tercer germà, que també aspirava al tron (Ahmad ibn Zaydan) s'apoderava de Fes (novembre) que va disputar amb un cosí fins que va triomfar el juny de 1628. La revolta dels dos germans fou aplanada per Abd al-Malik, i els seus béns i materials confiscats.
Tenia molt mala fama. Es deia que quan va néixer un dels seus fills va cridar al seu palau a tots els notables amb les seves dones i es va emportar a aquestes a una torre, les va fer despullar i va tenir relacions sexuals amb les que li van agradar. Era també molt aficionat a la beguda i estava borratxo inconscient quan fou assassinat el 10 de març de 1631, en un complot que va portar al tron al seu germà al-Walid ibn Zaydan.